# Roberto Clemente
Roberto Clemente (Carolina, 18 de agosto de 1934 — Isla Verde, 31 de dezembro de 1972) foi um jogador de beisebol porto-riquenho que atuou durante toda a sua carreira na Major League Baseball pelo Pittsburgh Pirates.
Clemente foi um dos primeiros jogadores da América Latina a atuar nas grandes ligas norte-americanas. Ele prezava tanto sua origem que, quando os Pirates foram campeões da Série Mundial em 1971, nas entrevistas após o jogo ele insistiu em mandar uma mensagem em espanhol para sua família antes de responder às perguntas em inglês. Apesar de um estilo de rebatidas pouco ortodoxo, Clemente acumulou exatas três mil rebatidas válidas ao longo de sua carreira e ganhou quatro títulos de rebatidas. Também era conhecido por seu braço "incrível" para arremessos a partir do jardim direito.
Pouco depois de decolar em um DC-7 sobrecarregado para levar suprimentos às vítimas de um terremoto na Nicarágua, o avião, onde estava Clemente, caiu e sumiu no mar na costa de Isla Verde, em Porto Rico. Ele resolveu acompanhar a entrega, pois as anteriores foram interceptadas por funcionários nicaraguenses corruptos, na esperança de que sua presença impedisse tais atos. Seu corpo e os dos quatro outros ocupantes do avião nunca foram encontrados. Em Pittsburgh o prefeito declarou luto oficial e uma mensagem de luz foi formada, em espanhol: "Adiós, Amigo Roberto".
Após sua morte o Hall da Fama norte-americano dispensou o período normal de espera, de cinco anos, e elegeu Clemente como o primeiro latino-americano no Hall.